# Xinyao, Guizhou
Xinyao (kinesiska: 新窑, 新窑乡) är en socken i Kina. Den ligger i provinsen Guizhou, i den sydvästra delen av landet, omkring 130 kilometer väster om provinshuvudstaden Guiyang. Antalet invånare är 31417. Befolkningen består av 15 093 kvinnor och 16 324 män. Barn under 15 år utgör 30 %, vuxna 15-64 år 60 %, och äldre över 65 år 9,0 %.